# Barrage de Seferihisar
Le barrage de Seferihisar est un barrage de Turquie.

## Sources
- (en) www.dsi.gov.tr/tricold/seferihi.htm Site de l'agence gouvernementale turque des travaux hydrauliques